# 海外SIM
海外SIM、海外SIMカード（かいがいしむ、かいがいしむかーど）は、日本における、海外旅行先で利用する目的のSIMカードあるいは海外で販売されているSIMカードの総称。
トラベルSIM、現地SIM、グローバルSIMなどとも呼ばれる。プリペイド式のものが一般的なため海外プリペイドSIMとも呼ばれる。
通信サービスは海外の移動体通信事業者（MNO）や仮想移動体サービス提供者（MVNE）の機能を利用したものなどが存在する。

## 概略
海外旅行や海外出張などに際し、日本国内で使用している端末をそのまま低廉な通信料金で用いることができることから利用される。
SIMロックがかかっていないスマートフォンや携帯電話で利用が可能である。ただしアメリカ・韓国以外ではCDMA2000方式が普及していないためW-CDMAやGSM方式に対応した端末である必要性がある。
日本国内のSIMカードと異なり、電気通信事業者からの貸与ではなく、売り切り方式で解約に際して返却が必要ないものが通常である。

## 特徴

### 現地SIM
海外渡航先の現地で販売・入手するSIMカードのことを省略したもの。
現地で販売されるため日本語での説明書・対応がないことや、電気店などに行かなければ購入できない国もある。
多くの現地SIMはプリペイド式のものである。そのためプリペイド残高の補充などをする場合、現地言語でインターネットや店舗で行わざるを得ない場合も少なくない。
プリペイド残高の補充などを行う際、日本発行のクレジットカードが利用できない場合もある。

### 日本国内での販売
日本で販売されている海外SIMは、日本の企業が販売している場合が多いため日本語での説明・対応があるのが通常である。
多くの日本で販売されている海外SIMはプリペイド式のものである。旅行先や出張先に出発する前に事前登録と設定を行い、現地でSIMカードを入れ替えて用いる。
料金プランは一定のデータ量をまとめて購入するものや先払いの従量課金制など様々である。
日本語での残高の補充、日本発行のクレジットカードが利用出来るのが通常である。

#### データ専用海外SIM
海外旅行先でデータだけを使うことを目的としたSIMカード
データ専用だが、スマートフォン専用でモバイルルーターなどでは利用できないものもある。
- GIGSKY - AppleSIMにも採用されている[5]スマートフォン専用。モバイルルーターでの利用はできない。
- Apple SIM - iPad専用のデータ専用海外SIM。
- トラベルSIMデータ - スマートフォン・モバイルルーターに対応。
- mineo海外プリペイドSIM - スマートフォン専用。モバイルルーターでの利用はできない。

#### 通話・データ兼用海外SIM
音声通話用電話番号が使える海外SIMカード。
通信サービスを提供する国の電話番号が付属するのが一般的である。たとえばエストニアが提供するSIMカードは国番号372から始まる番号となる。
- TAKT - 音声通話とデータ通信対応。日本での受発信はできない。
- トラベルSIMトーク - 音声通話とデータ通信対応。日本での受発信が可能。ガラケー・フィーチャーフォンにも対応している。
- 楽天モバイル海外SIM - 音声通話とデータ通信対応。日本での受発信は可能だがサポート対応外となっている。
- ChatSim - LINE、What'sup、Wechatなどのチャットアプリ専用のSIM。スマートフォン専用。
- 貼るSIM - SIMカードにシールのように貼ることで海外渡航先のSIMカードにスイッチするバーチャルSIM。地域によりデータ通信専用SIMとなる。